# Notomys mordax
Il topo saltatore di Darling Downs (Notomys mordax  Thomas, 1922) è un roditore della famiglia dei Muridi un tempo diffuso in Australia.

## Descrizione
Questo piccolo roditore è conosciuto soltanto dai resti cranici che presentano molari più grandi, una cuspide supplementare sulla parte anteriore del primo molare superiore, incisivi più larghi e fori palatali più lunghi.

## Distribuzione e habitat
Questa specie è conosciuta soltanto da alcuni resti ossei rinvenuti nel Queensland nel 1840.

## Conservazione
La IUCN Red List, considerato che l'ultima osservazione risale al 1840, classifica N.mordax come specie estinta (EX).